# Fred Plum
Fred Plum (10 de janeiro de 1924 - 11 de junho de 2010) foi um neurologista norte-americano que desenvolveu o termo "estado vegetativo persistente" e "síndrome locked-in" como parte de sua investigação contínua sobre a consciência e coma.